# Riajärvi
Riajärvi eller Rianjärvi är en sjö i Finland. Den ligger i kommunen Posio i landskapet Lappland, i den norra delen av landet, 700 km norr om huvudstaden Helsingfors. Riajärvi ligger 253 meter över havet. Den är 11 meter djup. Arean är 97,4 hektar och strandlinjen är 7 kilometer lång. Sjön  ingår i Kemi älvs huvudavrinningsområde. 